# Veeravanallur
Veeravanallur es una ciudad y nagar Panchayat situada en el distrito de Tirunelveli en el estado de Tamil Nadu (India). Su población es de 19585 habitantes (2011). Se encuentra a 20 km de Tirunelveli y a 73 km de Thoothukudi.

## Demografía
Según el censo de 2011 la población de Veeravanallur era de 19585 habitantes, de los cuales 9491 eran hombres y 10094 eran mujeres. Veeravanallur tiene una tasa media de alfabetización del 87,05%, superior a la media estatal del 80,09%: la alfabetización masculina es del 93,19%, y la alfabetización femenina del 81,32%.